# 마누엘 갈리뉴 벤투
마누엘 갈리뉴 벤투(포르투갈어: Manuel Galrinho Bento, 1948년 6월 25일, 알렌테주 지방 골르강 ~ 2007년 3월 1일, 리스보아 지방 바헤이루)는 포르투갈의 전 프로 축구 선수로, 현역 시절 골키퍼로 활약했다.
벤투는 20년 동안 벤피카에서 활약한 것으로 알려져 있는데 40세를 넘겨서 은퇴할 시점에 650번에 달하는 공식 경기에 출전했다. 그는 포르투갈 국가대표팀 일원으로 유로 1984와 1986년 월드컵에 참가했고, 전자의 대회에서 포르투갈의 준결승 진출에 일조했다.
포르투갈의 스포츠지 "헤코르드"(Record)는 그를 포르투갈 축구인 100인 목록에 올렸고, 벤투는 역대 최다인 "올해의 골키퍼상"을 8번 받았다. 2015년 1월, 유럽 축구 연맹 웹사이트는 그를 유럽의 손꼽히는 골키퍼 목록에도 올렸다.

## 클럽 경력
벤투는 산타렝 현 골레강 출신이다. 스포르팅 리스본을 비롯해 여러 유소년부를 거친 그는 바헤이렌스에서 프로 선수로 신고식을 치렀고, 1972-73 시즌에 벤피카로 잊거했다.
벤투는 벤피카 입단 후 초반에 또다른 포르투갈 수문장 조세 엔히크의 후보였었다. 3년 동안 주전 경쟁 끝에, 벤투가 1976년에 28세의 나이로 주전 도약에 성공했고, 이후 리스본 연고 구단에서 총 636번의 경기에 출전했다.
벤투는 1986년 여름에 국가대표팀 경기에서 중상을 당했고, 이후 완쾌하지 못했다. 그는 이후 6년 동안 실비누와 네누를 대신할 3번째 골키퍼로 1988년과 1990년 유러피언컵 결승전에 후보로 대기했는데, 두 경기 모두 PSV와 밀란에 패해 준우승에 머물렀다. 그의 마지막 경기는 1989-90 시즌의 오스 벨레넨스스 경기로, 이 경기에서 "최우수 선수"로 선정되었다. 1989년 여름, 그는 내셔널 사커 리그의 토론토 퍼스트 포르투기스의 경기에 출전했다.
1992년 6월, 44세의 벤투는 벤피카에 입단한 지 20년 되는 해에 은퇴했는데, 그는 포르투갈 1부 리그 역대 최고령 출전 선수였다. 이후, 그는 친정 구단인 벤피카에서 골키퍼 코치로 활동하기 시작했다.
2007년 3월 1일, 벤투는 심근 경색으로 쓰러진 뒤 바헤이루의 병원으로 후송된 뒤 영면에 들었다. 그는 향년 58세였다.

## 국가대표팀 경력
벤투는 포르투갈 국가대표팀에서 10년을 활약하며 63번의 경기에 출전했다. 그는 1976년 10월 16일, 포르투에서 0-2로 패한 폴란드와의 1978년 월드컵 예선전 경기에서 처음으로 국가대표팀 경기에 출전했다.
벤투는 이후 9년 동안 주전 수문장으로 골문을 지켰는데, 유로 1984에서 자국의 준결승 진출을 견인했고, 2-3으로 패했지만 개최국 프랑스와의 경기에서도 두각을 나타냈다. 그는 1-0의 값진 승리를 일군 서독과의 1986년 월드컵 예선전 경기에도 출전했고, 이후 멕시코에서 열린 대회 본선에서도 38세의 나이로 명단에 이름을 올렸다. 그는 잉글랜드와의 1차전에서 무실점으로 막았지만, 이후 훈련에서 종아리뼈가 골절되는 중상을 당해 스포르팅 리스본의 비투르 다마스가 그를 대신했다. 포르투갈은 나머지 두 경기를 모두 패해 조별 리그에서 탈락했다.

## 수상
벤피카
- 프리메이라 디비상:[8] 1972–73, 1974–75, 1975–76, 1976–77, 1980–81, 1982–83, 1983–84, 1986–87[9]
- 타사 드 포르투갈:[8][10] 1979–80, 1980–81, 1982–83, 1984–85, 1985–86
- 수페르타사 칸디두 드 올리베이라:[8][10] 1980, 1985
- 타사 드 온라:[8][10]

개인
- 포르투갈 올해의 축구 선수: 1977

## 참고 문헌
- Ribeiro, Raúl (1986). 《Bento, um "santo" com garras de "águia"》 [벤투, "독수리" 발톱의 "성인"]. Mirandela e Companhia.